# Lasioptera tridentifera
Lasioptera tridentifera är en tvåvingeart som beskrevs av Jean-Jacques Kieffer och Jörgensen 1910. Lasioptera tridentifera ingår i släktet Lasioptera och familjen gallmyggor. Inga underarter finns listade i Catalogue of Life.